# Qi Gong
Il termine Qì Gōng (AFI: [tɕʰi kʊŋ], 氣功T, 气功S) si riferisce a una serie di pratiche e di esercizi collegati alla medicina tradizionale cinese e in parte alle arti marziali che prevedono la meditazione, la concentrazione mentale, il controllo della respirazione e particolari movimenti di esercizio fisico. Il qi gong si pratica generalmente per il mantenimento della buona salute e del benessere sia fisici sia psicologici, tramite la cura e l'accrescimento della propria energia interna (il Qi).

## Etimologia
La parola 氣 (cinese semplificato 气, pinyin qi) significa sia aria sia spirito sia energia, esprimendo così un concetto di "soffio vitale", con un'accezione simile a quella del greco antico pneûma (πνεῦμα) e del sanscrito prana (प्राण). La parola 功 (pinyin gōng) significa lavoro, tecnica o abilità. Il termine completo qi gong vuol dire quindi tecnica del respiro o tecnica dello spirito o lavoro con l'energia, indicando l'arte di far circolare il Qi interno nel modo più adatto per raggiungere e mantenere il benessere psicofisico ed accrescere l'energia interna e il suo flusso nel corpo attraverso la rete dei meridiani.

## Caratteristiche generali
Esistono molte tecniche diverse di qi gong. Il qi gong si può praticare in modo statico oppure in movimento e prevedere movimenti prefissati (qi gong energia lavoro). In Cina, molte forme di qi gong tradizionale sono collegate con la medicina, con correnti filosofiche come il taoismo, il buddismo e con le arti marziali.
Anche i princìpi di riferimento cambiano a seconda della finalità con cui si pratica il qi gong. Per finalità terapeutiche o igieniche il qi gong attinge ai princìpi della medicina tradizionale cinese. Se praticato con finalità spirituali, si basa su principi collegati all'alchimia cinese e alle indicazioni del pensiero spirituale o religioso a cui fa capo. Anche nel caso di pratica come arte marziale, molti stili di qi gong fanno riferimento alle corrispondenti correnti di pensiero culturali e spirituali in cui l'uso marziale si è venuto a sviluppare.
Le reazioni di fronte alla pratica del qi gong sono variegate. La maggior parte dei medici occidentali, una parte dei dottori della medicina tradizionale cinese e il governo cinese considerano il qi gong essenzialmente dal punto di vista dell'esercizio fisico, vedendolo come una pratica congiunta di tecniche di controllo di respirazione e del movimento che può contribuire a mantenere la forma e il benessere fisico. Altri si pongono da un punto di vista più metafisico, arrivando a sostenere che la respirazione e gli esercizi di movimento avrebbero un'importante influenza sulle forze dell'universo; questo risvolto del qi gong tuttavia viene generalmente considerato una credenza.

## Storia
Il qi gong ha una storia molto antica, invece l'origine del qi gong moderno si colloca nel 1955 in corrispondenza dell'apertura di un ospedale di qi gong a Tangshan e della pubblicazione dei libri La pratica della terapia Qi Gong (Liao Fa Shi Jian) di Liu Guizhen e Qi Gong per la salute (Qi Gong Ji Bao Jian Qi Gong) di Hu Yaozhen.

### L'influsso della medicina cinese
La descrizione di alcuni esercizi fisici atti a mantenere la salute si trova già nello Huángdì nèijīng Suwen (黄帝内经素問 Il libro interiore dell'Imperatore Giallo - Domande semplici), risalente al 200 a.C. e scritto sotto forma di dialogo tra l'imperatore e un suo consigliere. Il testo è anche il trattato di medicina cinese più antico di cui si è tramandata la versione integrale.
Nel 1973 presso il villaggio di Mawangdui 马王堆, vicino a Changsha 长沙 (capitale della provincia dell'Hunan 湖南省), vennero ritrovati all'interno di una tomba risalente al primo periodo della dinastia Han 汉朝 (all'incirca 2500 anni fa) diversi frammenti parzialmente illustrati uno dei quali mostra quarantaquattro uomini impegnati in esercizi di controllo della respirazione e del movimento. Le posizioni portano il nome di animali selvatici che simboleggiano il tipo di malessere o di malattia che l'esercizio serve a contrastare. Sebbene questi documenti rappresentino chiaramente elementi in seguito entrati a far parte del qi gong, non è tuttavia possibile desumere da essi che all'epoca esistesse già un metodo completamente strutturato.
Nella sua evoluzione, la medicina cinese ha sviluppato una concezione del corpo umano come rappresentazione di un universo in miniatura. In questo contesto, ha assunto importanza anche la funzione del Qi inteso come energia interiore la cui qualità e il cui flusso più o meno armonico influenzano lo stato di benessere o l'insorgere della malattia. Da questo filone di pensiero derivano direttamente i concetti di Yin e yang 阴阳 e dei cinque elementi taoisti.
Fu durante il periodo delle dinastie Sui 隋朝 e Tang 唐朝 (tra il 581 e il 907 d.C.) che le teorie mediche e il concetto di Qi della letteratura taoista Yangsheng si collegarono insieme a formare una vera e propria specializzazione medica.
Secondo questa teoria, il Qi è presente negli organi del corpo umano e circola al suo interno seguendo i meridiani vitali, producendo un effetto protettivo sia all'interno che alla superficie del corpo umano. Dal punto di vista della medicina, la salute è protetta e mantenuta dall'opera congiunta delle sostanze Qi, ossia Jīng (精 l'essenza), Xuè (血 il sangue) e Jīnyè (津液 letteralmente saliva o sudore, in senso più lato i fluidi corporali) e l'esercizio serve per garantire questo corretto funzionamento complessivo. L'accrescimento e il controllo del Qi acquista così un ruolo fondamentale.
Seguendo il principio che è meglio mantenere la buona salute piuttosto che curare la malattia, il qi gong terapeutico prevede un'elevata quantità di serie di esercizi finalizzati a prevenire gli squilibri del Qi. Un esempio è la serie del Dao Shi Qigong (qi gong ordinato o taoista) che prevede esercizi diversi in armonia con le stagioni dell'anno, a evidenziare l'influenza reciproca e inscindibile tra l'ambiente interiore e quello esteriore.

### L'influsso del taoismo
Alle origini di quel che si definisce taoismo c'è il Dàodéjīng (道德經 Il libro del Tao), un testo risalente al 400 a.C. circa e attribuito tradizionalmente al filosofo Lǎozǐ 老子 la cui stessa esistenza è incerta. Il libro è una raccolta di pensieri di origine più antica, fino a quel momento tramandati soltanto oralmente, integrati da una serie di riflessioni a commento. I circa 5000 logogrammi di cui è composto parlano del Tao (in pinyin Dào) (道, cammino) e della virtù (德, dé), usando una formulazione enigmatica e aperta a molteplici interpretazioni. Questo carattere criptico dei contenuti è formulato chiaramente fin dalla frase iniziale del testo: "Il Tao di cui tratto non è un Tao eterno".
La civilizzazione del confucianesimo viene vista solo come un'estraneazione dall'ordine naturale. Il libro invece suggerisce uno stile di vita semplice e la cura del Qi, indicando come regola ottimale quella del non intervento (无为 wúwéi), ossia lasciare che le cose seguano il loro corso naturale. In modo ancor più radicale, il filosofo Zhuāngzǐ 庄子, nel quarto secolo a.C., si spinge a rifiutare regole e convenzioni sociali in nome della libertà dell'individuo.
Nel corso del terzo secolo a.C. si diffuse la corrente di pensiero dell'Huang Lao, basata su una combinazione degli insegnamenti medici di Huángdì 黄帝 con quelli spirituali di Laozi. In questa forma di taoismo si manifestano un forte significato politico e una certa scienza in merito alla preservazione del corpo. Nello stesso periodo di tempo, si diffuse in parallelo la convinzione che alcune tecniche di qi gong potessero portare all'immortalità fisica. L'ideale dell'immortalità in effetti è in relazione diretta con il postulato di base dell'integrità dell'ordine cosmico: il corpo continuerà a funzionare stabilmente e in modo sicuro come l'intero universo se si comprende come mantenerlo secondo le regole del Tao.
A partire dal 200 d.C., il medico Hua Tuo formalizzò così la cosiddetta "arte dei cinque animali" (五禽戲 Wŭ Qín Xì): "... gli antichi saggi curavano l'arte della respirazione. Allungavano gli arti e i lombi e muovevano i muscoli dell'addome. Così fermavano l'avanzare del tempo. Possiedo un metodo che è chiamato l'arte dei cinque animali: la tigre, il cervo, l'orso, la scimmia e l'uccello".
Fra le diverse tecniche per prolungare la vita, nel taoismo gioca un ruolo fondamentale l'alchimia. In particolare, vengono distinte due categorie: l'alchimia esterna (waidan) e quella interna (neidan). L'alchimia esterna tenta di rendere il corpo incorruttibile tramite elisir ottenuti per distillazione o miscelazione di sostanze. L'alchimia interna invece si basa su tecniche meditative e di controllo del respiro e dei movimenti del corpo per ottenere l'immortalità dello spirito. L'insieme di queste possibilità, il prolungamento della vita, il ringiovanimento e il mantenimento della salute, viene riassunto nel termine Yăngshēng  (养生 nutrire il corpo), che oggi si usa anche per indicare le tecniche di Qi gong di carattere medico.
Il termine non va confuso con quello quasi analogo Yăngshén (养神 nutrire lo spirito), che si riferisce a tecniche più meditative, nelle quali l'alchimia viene intesa come mezzo di trasformazione della consapevolezza. Una delle principali scuole di questo tipo di qi gong alchimistico fu il Tai Yi Jin Hua Zong Zhi (Il segreto del fiore d'oro). La tecnica risale probabilmente al primo taoismo ed è descritta per la prima volta nei lavori di Wei Bo Yang (circa 140 d.C.). Nelle sue evoluzioni successive compare un'evidente influenza buddhista tanto che il metodo è diventato un componente importante in alcune varianti dello Zen. Questo tipo di qi gong è puramente meditativo e inizia con il controllo e il pilotaggio del respiro, senza prevedere alcun tipo di esercizio fisico. Da questa stessa tecnica, nel secondo secolo d.C., derivò una forma religiosa di taoismo (Il signore del cielo), probabilmente anche come risposta al rapido diffondersi del buddhismo.
Un ruolo importante giocava anche la cura delle malattie mediante rituali e talismani, così come erano importanti le pratiche divinatorie. A differenza del taoismo filosofico, il taoismo religioso andò sviluppando un ampio pantheon con una miriade di divinità difficilmente inquadrabili in un quadro sistematico e mentre nei templi divenne operante una forma di religiosità più popolare, nei monasteri, specie in quelli più isolati, a partire dal XII secolo si evolsero le tecniche di Yangshen Qi gong.
A partire dalla fine del VI secolo, l'impatto del buddhismo sulla vita intellettuale della Cina fu considerevole così come lo fu quello del taoismo, apprezzato e promosso soprattutto nelle classi sociali più elevate. Durante questo periodo particolarmente travagliato della storia cinese, che durò fino alla fine della dinastia Tang (907), i contenuti delle due filosofie religiose si mescolarono nel processo di collegamento con le teorie della medicina tradizionale. Fu così che pratiche rituali, ideali spirituali e tecniche di cura si combinarono insieme dando vita a una serie di nuove concezioni. Probabilmente fu proprio in questo periodo che si svilupparono gli esercizi di qi gong collegati alle stagioni dell'anno sul concetto di mantenere il qi e in generale il mondo interiore in armonia con le fasi del mondo esteriore.
All'inizio del primo millennio, lo Yuanqi Lun (raccolta di testi sul Qi originario) insiste continuamente sull'importanza di mantenere il cuore vuoto e quindi sull'efficacia degli esercizi di controllo della respirazione e del corpo come precondizione per accedere al Qi originario. Oltre al cuore, inteso come sede dello spirito, nel Qigong taoista giocano un ruolo essenziale anche i tre Dan tian e le cosiddette Piccola circolazione celeste e grande circolazione celeste. In una serie di indicazioni complesse e spesso contorte, l'adepto viene istruito a purificare il proprio qi e a fondere insieme i tre Dan tian per ricomporne l'unità originaria.
Con l'inizio della dinastia Song, le idee neoconfuciane divennero il nuovo punto di riferimento per lo sviluppo intellettuale cinese. Il qi venne così studiato in modo più sistematico e scientifico, con importanti ricadute positive sulle teorie mediche. Le pratiche taoiste rimasero confinate nell'ambito di templi e monasteri. I centri principali di questa cultura sono Wudang, nella provincia di Hubei, Emeishan nel Sichuan e Laoshan nello Shijingshan.